# Herb okręgu wileńskiego

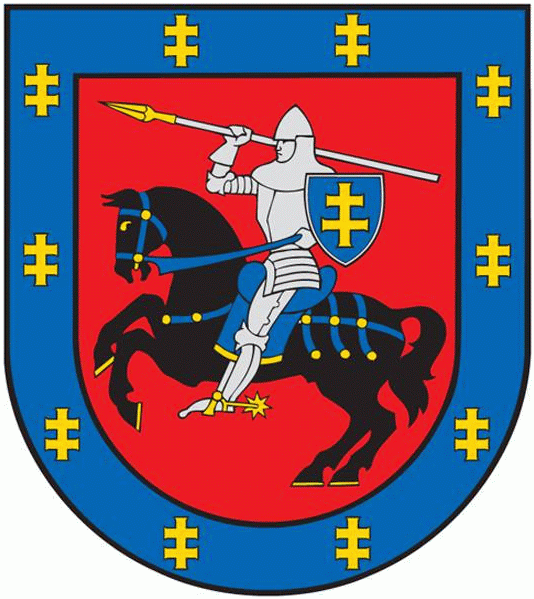

Herb okręgu wileńskiego przedstawia w  polu  czerwonym rycerza w srebrnej zbroi trzymającego wzniesioną włócznię i błękitną tarczę zdobioną krzyżem jagiellońskim, który dosiada czarnego konia z błękitnym rzędem. Skraj (bordiura) tarczy błękitna  ozdobiona dziesięcioma krzyżami jagiellońskimi.
Herb ten został przyjęty 20 grudnia 1999 roku. Autorem herbu jest Arvydas Každailis. Obecny herb okręgu wileńskiego nawiązuje do herbu dzielnicy (ziemi) wileńskiej z pieczęci herbowej wielkiego księcia litewskiego Witolda z początku XV wieku.